# ويليام ليمان (سياسي)
ويليام ليمان (بالإنجليزية: William Lyman)‏ هو سياسي أمريكي، ولد في 7 ديسمبر 1755 في الولايات المتحدة، وتوفي في 22 سبتمبر 1811 في المملكة المتحدة. حزبياً، نشط في Anti-Administration party ‏. وقد انتخب عضو مجلس نواب ماساتشوستس وانتخب عضو مجلس النواب الأمريكي.